# چادینگه
چادینگه (به صربی: Čadinje) یک روستا در صربستان است که در پریژپولجه واقع شده‌است. چادینگه ۲۶۷ نفر جمعیت دارد.